# Eriogonum inerme
Eriogonum inerme är en slideväxtart som först beskrevs av S. Wats., och fick sitt nu gällande namn av Jepson. Eriogonum inerme ingår i släktet Eriogonum och familjen slideväxter. Utöver nominatformen finns också underarten E. i. hispidulum.